# Щитницький міст
Щитницький міст (раніше Fürstenbrücke, Adolf-Hitler-Brücke  ) — трипролітний арочний міст через Старий Одер у Вроцлаві, розташований між західним краєм площі Грюнвальдзкого та парком Щитницького.

## Історія
Перший на цьому місці був побудований в 1544 році . Більше відомо про дерев'яний міст, зведений у 1790 році як під'їзну дорогу до парку Щитницького. Міст являв собою двопролітну  конструкцію у вигляді ферм Хау. Ширина просвітів під прольотами мосту становила 24 метри.

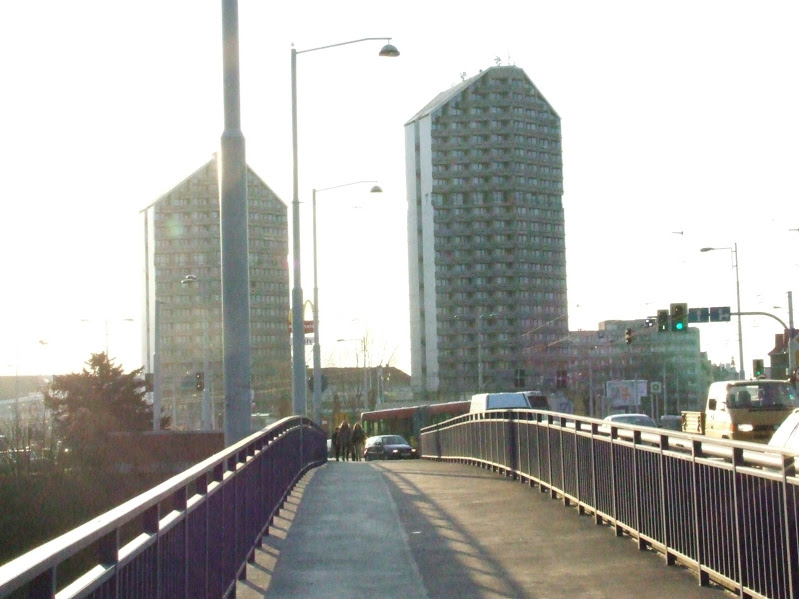
Вид на гуртожиток "Ołówek" та гуртожиток "Kredka" з Щитницького мосту

З огляду на заплановане будівництво нового судноплавного шляху та порту у Вроцлаві наприкінці 19 століття виникла необхідність розширити русло річки Старий Одер. Тому було вирішено замінити існуючі застарілі та все ще дерев’яні мости, що пролягають через нього, щоб забезпечити прохід більших суден. Новий міст спроектувала Муніципальна підземна адміністрація Олександра Каумана (Нім. Tiefbauverwaltung ) отримав, як і Олавський міст, побудований кількома роками раніше, цегляну конструкцію. Два стовпи, розташовані в річковій течії, побудовані з гранітних блоків, спираються на 26 фундаментних колодязів, залитих бетоном. Арки, що несуть перемичку проїжджої частини, виконано з клінкерної цегли на цементному розчині. Міст отримав декоративне облицювання та балюстради . Під час будівництва мосту поряд був побудований тимчасовий міст. Невдовзі після відкриття мосту по ньому запустили трамвайну лінію.
У 1933 - 1934 роках міст, який тим часом став вузьким через будівництво житлових масивів Заціше, Залісся, Сепольно та Олімпійського стадіону, було реконструйовано. З обох боків існуючої споруди за проектом консультанта з муніципального будівництва Гюнтера Трауера були додані розширення з таким самим профілем, але у залізобетонній конструкції. Підрядниками були Флорентіус Бріхта та Böhm & Hüdig, а також керівник будівництва Вайгт  . Цього разу міст отримав просту, практично без прикрас. Лише на сталевих балюстрадах мосту були модерністські декоративні мотиви у вигляді грат із зображенням герба Вроцлава та емблеми Пруссії 1933-1945 рр. – орла з мечем і пучком блискавок . Крім того, на грудях орла є квадратне поле, в якому тоді була написана свастика — сьогодні це поле пусте .
Ще одна ґрунтовна реконструкція була проведена у 2006-2008 роках. На час проведення робіт відбудовано тимчасовий міст (на північ від основного мосту) для автомобілів та пішоходів; рух трамваїв припинено. Прибудови 1933–1934 рр. були знесені, залишилися лише стовпи. Згодом продовження мосту було перебудовано, цього разу у сталевій конструкції. До речі, міст трохи розширили. Підрядником робіт виступила компанія «Сканська» . Міст знову відкрили 24 жовтня 2008 року.

## Виноски
1. ↑  Niemiecko-polski słownik nazw ulic (PDF). www.wratislavia.net (пол.). с. 50.
2. ↑  Łagiewski pisze o dwóch filarach, jednak magistrat podaje we wcześniejszym źródle informację o dwu przęsłach.
3. 1 2  , Grzegorz Bakuliński, Małgorzata Książkiewicz, Stanisław Januszewski, Ryszard Majewicz, "Trasy turystyczne dla m. Wrocławia. Część 3. Mosty i przeprawy" [Архівовано 2011-11-09 у Wayback Machine.]

## Зовнішні посилання
Щитницький міст - Fürsten Brücke, Adolf Hitler Brücke на polska-org.pl